# Jody Conradt
Addie Jo Conradt, detta Jody (Goldthwaite, 13 maggio 1941), è un'ex cestista e allenatrice di pallacanestro statunitense.
È membro del Naismith Memorial Basketball Hall of Fame dal 1998 e del Women's Basketball Hall of Fame dal 1999.

## Carriera
Ha guidato gli Stati Uniti ai Giochi panamericani di Indianapolis 1987.